# Auchans Castle

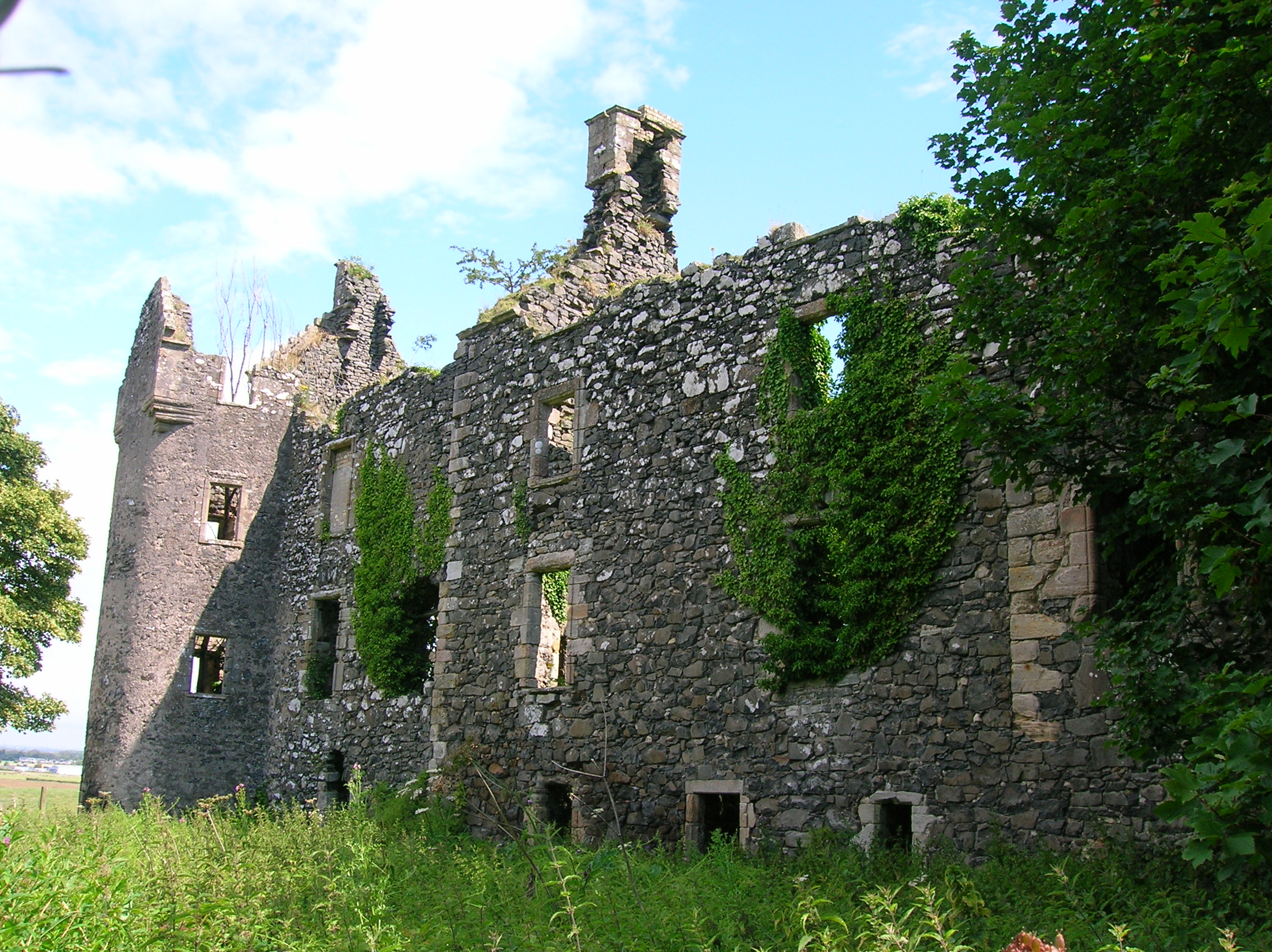
Ruinen von Auchans Castle

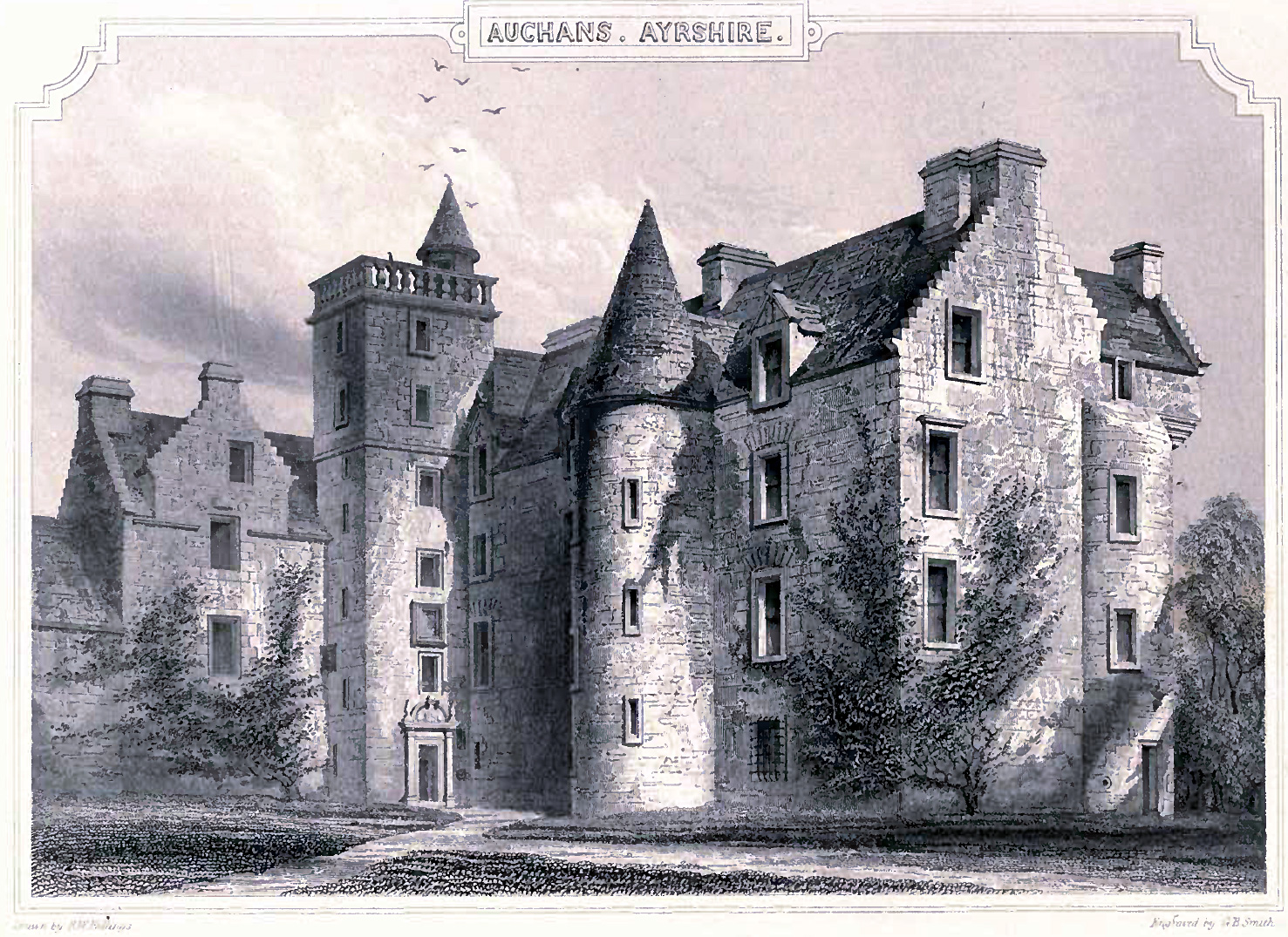
Ansicht um 1900

Auchans Castle, auch Auchans House, ist die Ruine eines Herrenhauses nahe der schottischen Ortschaft Dundonald in der Council Area South Ayrshire. 1971 wurde das Bauwerk in die schottischen Denkmallisten in der höchsten Denkmalkategorie A aufgenommen.

## Geschichte
Die Ländereien von „Achynche“ gingen im Jahre 1527 an den Clan Wallace. Zu dieser Zeit existierte bereits ein Vorgängerbau an diesem Ort. Ende des 16. Jahrhunderts ist ein Bau beschrieben, der identisch mit ersterem sein könnte. Nachdem die Ländereien im Jahre 1640 an William Cochrane, 1. Earl of Dundonald übergingen, wurde der Bau des heutigen Auchans Castle begonnen. Inwiefern hierbei Fragmente des Vorgängerbaus integriert wurde, ist nicht geklärt. Die letzte verzeichnete Bewohnerin von Auchans Castle war die 1780 verstorbene Susannah, Gräfin von Eglinton. Lediglich zu Zeiten des Ersten Weltkriegs ist eine weitere Nutzung beschrieben. So waren dort Kriegsgefangene untergebracht. Das Dach stürzte in den 1920er Jahren ein. 1992 wurde das Gebäude in das Register gefährdeter denkmalgeschützter Bauwerke in Schottland eingetragen.

## Beschreibung
Das Herrenhaus liegt isoliert abseits der A759 rund 400 m westlich von Dundonald. Es weist einen L-förmigen Grundriss auf. Obschon man eine ursprüngliche Festung vermuten könnte, zeigt die Stärke des Mauerwerks von 65 bis 75 cm die Bestimmung als Wohngebäude. Lediglich das Mauerwerk der ältesten Gebäudeteile ist bis zu 90 cm mächtig. Dies harmoniert mit dem Baujahr in einer Zeit als Festungsbauten zunehmend in den Hintergrund rückten. Unerwartet ist der Südgiebel mit einem gotischen Maßwerk gestaltet. Die Fenster sind teilweise von Gesimsen bekrönt. Die Giebel sind als Stufengiebel gearbeitet. Der Westflügel wurde, wahrscheinlich in drei Phasen, erweitert.